# بیدینگن
بیدینگن (به آلمانی: Bidingen) یک شهر در آلمان است که در استالگوی واقع شده‌است.